# Seznam skladeb Viktora Kalabise

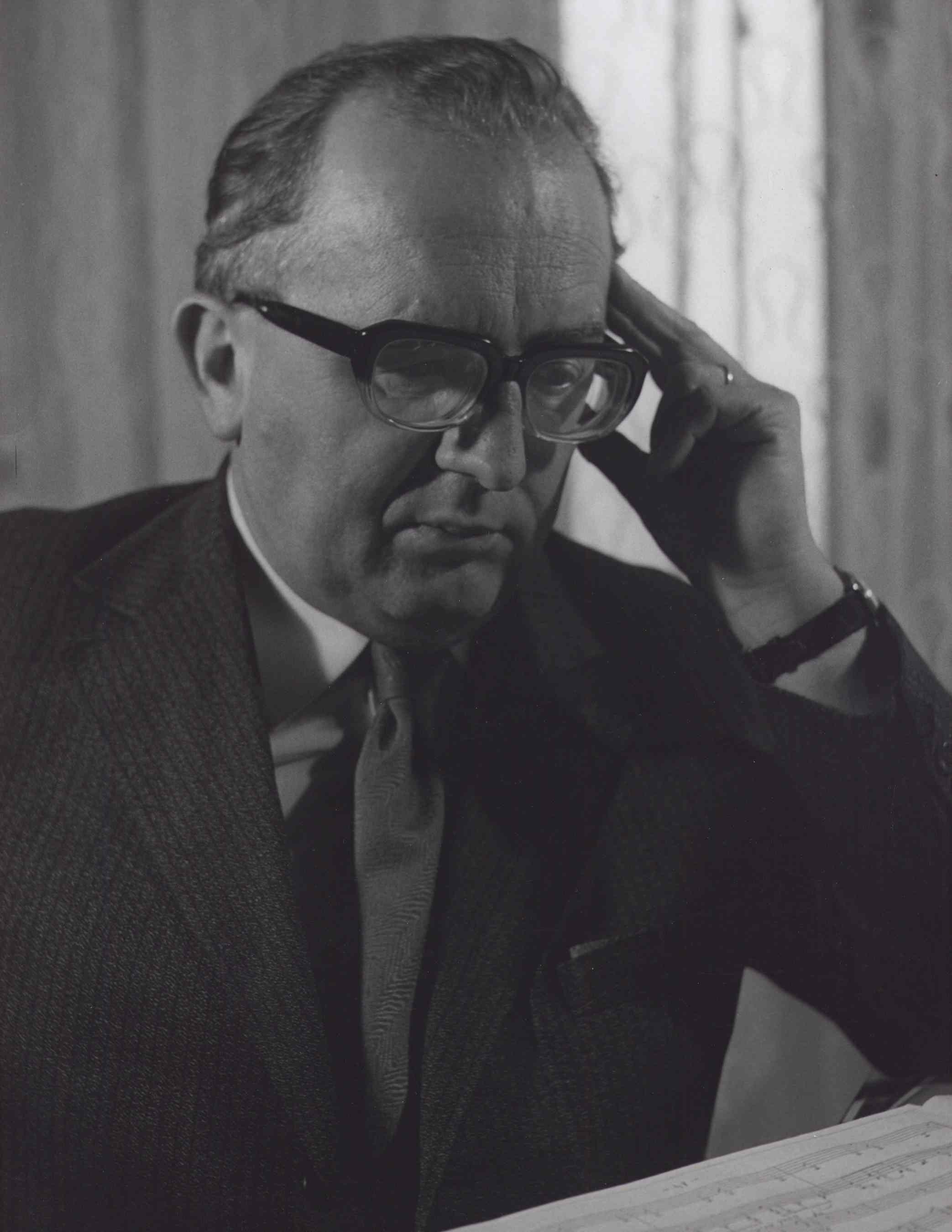
Viktor Kalabis (portrét)

Seznam skladeb Viktora Kalabise – hudební odkaz Viktora Kalabise tvoří 92 skladeb opatřených opusovým číslem. Níže uvedený seznam skladeb vychází z monografie Jaroslava Šedy Viktor Kalabis.

## Tabulka
| opusové číslo | titul                                              | podtitul | druh díla                | poddruh díla                              | rok vzniku | rok premiéry | odkaz do katalogu skladeb Viktora Kalabise |
| ------------- | -------------------------------------------------- | --- | ------------------------ | ----------------------------------------- | ---------- | ------------ | ------------------------------------------ |
| 1             | Poučení synovská                                   | | Vokální hudba            | Písňové cykly                             | 1947       | 1947         | položka katalogu                           |
| 2             | Sonáta pro klavír č. 1                             | | Hudba pro sólový nástroj | Hudba pro klavír                          | 1947       | 1960         | položka katalogu                           |
| 3             | Concerto pro komorní orchestr                      | "Hommage à Stravinskij" | Orchestrální hudba       | Koncerty pro orchestr                     | 1948       | 1964         | položka katalogu                           |
| 4             | Sonáta pro klavír č. 2                             | | Hudba pro sólový nástroj | Hudba pro klavír                          | 1948       | 1949         | položka katalogu                           |
| 5             | Ptačí svatby                                       | Osm písní pro tenor | Vokální hudba            | Písňové cykly                             | 1948       | 1949         | položka katalogu                           |
| 6             | Smyčcový kvartet č. 1                              | | Komorní hudba            | Skladby pro 4 nástroje                    | 1949       | 1955         | položka katalogu                           |
| 7             | Mládí                                              | Předehra pro velký orchestr | Orchestrální hudba       | Skladby pro orchestr                      | 1950       | 1952         | položka katalogu                           |
| 8             | Koncert pro violoncello a orchestr                 | | Sólové koncerty          | Nástrojové koncerty                       | 1950       | 1952         | položka katalogu                           |
| 9             | Strážnické slavnosti                               | Suita pro velký orchestr | Orchestrální hudba       | Skladby pro orchestr                      | 1953       | 1954         | položka katalogu                           |
| 10            | Divertimento pro dechové kvinteto                  | | Komorní hudba            | Skladby pro 5 nástrojů                    | 1952       | 1953         | položka katalogu                           |
| 11            | Suita pro hoboj a klavír                           | "Dudácká" | Komorní hudba            | Skladby pro 2 nástroje                    | 1953       | 1954         | položka katalogu                           |
| 12            | Koncert pro klavír a orchestr                      | | Sólové koncerty          | Nástrojové koncerty                       | 1954       | 1956         | položka katalogu                           |
| 13            | Klasický nonet                                     | | Komorní hudba            | Skladby pro 9 nástrojů                    | 1956       | 1956         | položka katalogu                           |
| 14            | Symfonie č. 1                                      | pro velký orchestr | Orchestrální hudba       | Symfonie                                  | 1957       | 1958         | položka katalogu                           |
| 15            | Dětské písně                                       | pro dětský hlas s klavírním doprovodem                                                                                         | Vokální hudba            | Písňové cykly pro dětské interprety       | 1953-1958  | 1954-1958    | položka katalogu                           |
| 16            | O kapičce vody, potůčku i studánce                 | Tři bagately pro malé klavíristy                                                                                               | Hudba pro sólový nástroj | Hudba pro klavír                          | 1959       |              | položka katalogu                           |
| 17            | Koncert pro housle a orchestr č. 1                 | | Sólové koncerty          | Nástrojové koncerty                       | 1959       | 1961         | položka katalogu                           |
| 18            | Symfonie č. 2                                      | "Sinfonia pacis" | Orchestrální hudba       | Symfonie                                  | 1961       | 1962         | položka katalogu                           |
| 19            | Smyčcový kvartet č. 2                              | | Komorní hudba            | Skladby pro 4 nástroje                    | 1962       | 1963         | položka katalogu                           |
| 20            | Šest dvouhlasých kánonických invencí pro cembalo   | | Hudba pro sólový nástroj | Hudba pro cembalo                         | 1962       | 1963         | položka katalogu                           |
| 21            | Komorní hudba pro smyčce                           | | Orchestrální hudba       | Hudba pro smyčcové nástroje               | 1963       | 1964         | položka katalogu                           |
| 22            | Symfonická freska (Affresco sinfonico) pro varhany | | Hudba pro sólový nástroj | Hudba pro varhany                         | 1963       | 1964         | položka katalogu                           |
| 23            | Album lidových písní                               | pro dětské hlasy s klavírem | Vokální hudba            | Písňové cykly pro dětské interprety       | 1963       |              | položka katalogu                           |
| 24            | Symfonické variace                                 | pro velký orchestr | Orchestrální hudba       | Hudba pro orchestr                        | 1964       | 1964         | položka katalogu                           |
| 25            | Koncert pro velký orchestr                         | | Orchestrální hudba       | Koncerty pro orchestr                     | 1966       | 1967         | položka katalogu                           |
| 26            | Akcenty                                            | Cyklus klavírních výrazových studií                                                                                            | Hudba pro sólový nástroj | Hudba pro klavír                          | 1967       | 1968         | položka katalogu                           |
| 27            | Malá komorní hudba pro dechové kvinteto            | | Komorní hudba            | Skladby pro 5 nástrojů                    | 1967       | 1968         | položka katalogu                           |
| 28            | Sonáta pro housle a cembalo                        | | Komorní hudba            | Skladby pro 2 nástroje                    | 1967       | 1968         | položka katalogu                           |
| 29            | Sonáta pro violoncello a klavír                    | | Komorní hudba            | Skladby pro 2 nástroje                    | 1968       | 1968         | položka katalogu                           |
| 30            | Sonáta pro klarinet a klavír                       | | Komorní hudba            | Skladby pro 2 nástroje                    | 1969       | 1970         | položka katalogu                           |
| 31            | Variace pro lesní roh a klavír                     | | Komorní hudba            | Skladby pro 2 nástroje                    | 1969       | 1971         | položka katalogu                           |
| 32            | Sonáta pro pozoun a klavír                         | | Komorní hudba            | Skladby pro 2 nástroje                    | 1970       | 1971         | položka katalogu                           |
| 33a           | Jarní rondeaux                                     | Intermezza pro flétnu a harfu k recitaci Jarních rondeaux Jaroslava Seiferta                                                   | Komorní hudba            | Skladby pro 2 nástroje                    | 1961       | 1962         | položka katalogu                           |
| 33            | Symfonie č. 3                                      | pro velký orchestr | Orchestrální hudba       | Symfonie                                  | 1971       | 1972         | položka katalogu                           |
| 34            | Symfonie č. 4                                      | pro velký orchestr | Orchestrální hudba       | Symfonie                                  | 1972       | 1975         | položka katalogu                           |
| 35            | Tři kusy pro flétnu                                | | Hudba pro sólový nástroj | Hudba pro flétnu                          | 1973       | 1974         | položka katalogu                           |
| 36            | Koncert pro trubku a orchestr                      | "Le Tambour de Villevieille"                                                                                                   | Sólové koncerty          | Nástrojové koncerty                       | 1973       | 1976         | položka katalogu                           |
| 37            | Čtyři písničky pro nejmenší                        | s průvodem klavíru na slova Václava Čtvrtka                                                                                    | Vokální hudba            | Písňové cykly pro dětské interprety       | 1973       | 1974         | položka katalogu                           |
| 38            | Pět romantických písní o lásce                     | pro vyšší hlas a smyčcový orchestr na slova Reinera Marii Rilka                                                                | Vokální hudba            | Písňové cykly                             | 1974       | 1976         | položka katalogu                           |
| 39            | Trio pro housle, violoncello a klavír              | | Komorní hudba            | Skladby pro 3 nástroje                    | 1974       | 1976         | položka katalogu                           |
| 40            | Písnička se zpívá                                  | Cyklus pěti dvou- a tříhlasých kánonických sborů pro dětský sbor, flétnu a hoboj na básně Františka Hrubína ze sbírky Špalíček | Vokální hudba            | Dětské sbory                              | 1974       | 1976         | položka katalogu                           |
| 41            | Entrata, Aria e Toccata pro klavír                 | | Hudba pro sólový nástroj | Hudba pro klavír                          | 1975       | 1976         | položka katalogu                           |
| 42            | Koncert pro cembalo a smyčcový orchestr            | | Sólové koncerty          | Nástrojové koncerty                       | 1975       | 1977         | položka katalogu                           |
| 43            | Symfonie č. 5                                      | "Fragment" | Orchestrální hudba       | Symfonie                                  | 1976       | 1977         | položka katalogu                           |
| 44            | Nonet č. 2                                         | "Pocta přírodě" | Komorní hudba            | Skladby pro 9 nástrojů                    | 1976       | 1979         | položka katalogu                           |
| 45            | Vojna                                              | Komorní kantáta pro smíšený sbor, flétnu a cimbál (nebo klavír) na slova lidové poezie                                         | Vokální hudba            | Kantáty                                   | 1977       | 1978         | položka katalogu                           |
| 46            | Reminiscence pro sólovou kytaru                    | | Hudba pro sólový nástroj | Hudba pro kytaru                          | 1977       | 1978         | položka katalogu                           |
| 47            | Tři dětské sbory                                   | s klavírem na slova Václava Čtvrtka                                                                                            | Vokální hudba            | Dětské sbory                              | 1977       | 1980         | položka katalogu                           |
| 48            | Smyčcový kvartet č. 3                              | | Komorní hudba            | Skladby pro 4 nástroje                    | 1977       | 1980         | položka katalogu                           |
| 49            | Koncert pro housle a velký orchestr č. 2           | | Sólové koncerty          | Nástrojové koncerty                       | 1978       | 1980         | položka katalogu                           |
| 50            | Jarní píšťalky                                     | Oktet pro dechové nástroje | Komorní hudba            | Skladby pro 8 nástrojů                    | 1979       | 1980         | položka katalogu                           |
| 51            | Svítání                                            | Smíšený sbor na slova Vladimíra Šefla                                                                                          | Vokální hudba            | Sbory                                     | 1979       | 1980         | položka katalogu                           |
| 52            | Tři polky pro klavír                               | | Hudba pro sólový nástroj | Hudba pro klavír                          | 1979       | 1981         | položka katalogu                           |
| 53            | Akvarely pro cembalo                               | | Hudba pro sólový nástroj | Hudba pro cembalo                         | 1979       | 1980         | položka katalogu                           |
| 54            | Dva světy                                          | Baletní fantazie pro velký orchestr volně podle námětu Lewise Carrolla Alenka v kraji divů a za zrcadlem                       | Orchestrální hudba       | Oblast scénických hudebních druhů a žánrů | 1980       | 1982         | položka katalogu                           |
| 55            | Suita pro klarinet a klavír                        | | Komorní hudba            | Skladby pro 2 nástroje                    | 1981       | 1984         | položka katalogu                           |
| 56            | Tristium                                           | Koncertní fantazie pro violu a smyčcové nástroje                                                                               | Sólové koncerty          | Nástrojové koncerty                       | 1981       | 1986         | položka katalogu                           |
| 57            | Sonáta pro klavír č. 3                             | | Hudba pro sólový nástroj | Hudba pro klavír                          | 1982       | 1983         | položka katalogu                           |
| 58            | Sonáta pro housle a klavír                         | | Komorní hudba            | Skladby pro 2 nástroje                    | 1982       | 1984         | položka katalogu                           |
| 59            | Bajka                                              | Pro komorní orchestr | Orchestrální hudba       | Oblast scénických hudebních druhů a žánrů | 1983       | 1990         | položka katalogu                           |
| 60            | Podzim                                             | Smíšený sbor a cappella na báseň Františka Halase                                                                              | Vokální hudba            | Sbory                                     | 1983       | 1985         | položka katalogu                           |
| 61            | Concertino pro fagot a dechové nástroje            | | Komorní hudba            | Nástrojové koncerty                       | 1983       | 1985         | položka katalogu                           |
| 62            | Smyčcový kvartet č. 4                              | "Ad honorem J. S. B." | Komorní hudba            | Skladby pro 4 nástroje                    | 1984       | 1985         | položka katalogu                           |
| 63            | Smyčcový kvartet č. 5                              | "Památce Marka Chagalla" | Komorní hudba            | Skladby pro 4 nástroje                    | 1984       | 1985         | položka katalogu                           |
| 64            | Koncert pro klavír a dechové nástroje              | | Sólové koncerty          | Nástrojové koncerty                       | 1985       | 1988         | položka katalogu                           |
| 65            | Canticum canticorum                                | Kantáta pro alt a tenor sólo, smíšený sbor a komorní orchestr na latinský text z Vulgaty                                       | Vokální hudba            | Kantáty                                   | 1986       | 1987         | položka katalogu                           |
| 66            | Diptych pro smyčcové nástroje                      | | Orchestrální hudba       | Hudba pro orchestr                        | 1987       | 1988         | položka katalogu                           |
| 67            | Duettina pro housle a violoncello                  | | Komorní hudba            | Skladby pro 2 nástroje                    | 1987       | 1991         | položka katalogu                           |
| 68            | Smyčcový kvartet č. 6                              | "Památce Bohuslava Martinů" | Komorní hudba            | Skladby pro 4 nástroje                    | 1988       | 1989         | položka katalogu                           |
| 69            | Inkantace pro dechové nástroje                     | | Komorní hudba            | Skladby pro 13 nástrojů                   | 1988       | 1989         | položka katalogu                           |
| 70            | Kolotoč života                                     | Pět písní pro nižší hlas a klavír na básně Reinera Marii Rilka                                                                 | Vokální hudba            | Písňové cykly                             | 1989       | 1993         | položka katalogu                           |
| 71            | Čtyři skrývačky pro Grahama pro klavír             | | Hudba pro sólový nástroj | Hudba pro klavír                          | 1989       | 1995         | položka katalogu                           |
| 72            | Podivní pištci                                     | Komorní hudba pro 2 hoboje, 2 anglické rohy, 2 fagoty a kontrafagot                                                            | Komorní hudba            | Skladby pro 7 nástrojů                    | 1990       | 1991         | položka katalogu                           |
| 73            | Čtyři obrazy pro flétnu a cembalo                  | | Komorní hudba            | Skladby pro 2 nástroje                    | 1991       | 1992         | položka katalogu                           |
| 74            | Hallelujah                                         | Psalm 150 pro housle a klavír                                                                                                  | Komorní hudba            | Skladby pro 2 nástroje                    | 1992       | 1993         | položka katalogu                           |
| 75            | Preludio, Aria e Toccata pro cembalo               | "I casi di Sisyphos" | Hudba pro sólový nástroj | Hudba pro cembalo                         | 1993       | 1994         | položka katalogu                           |
| 76            | Smyčcový kvartet č. 7                              | | Komorní hudba            | Skladby pro 4 nástroje                    | 1993       | 1995         | položka katalogu                           |
| 77            | Dialogy pro violoncello a cembalo                  | | Komorní hudba            | Skladby pro 2 nástroje                    | 1994       | 1999         | položka katalogu                           |
| 78            | Fantazie pro hoboj a klavír                        | | Komorní hudba            | Skladby pro 2 nástroje                    | 1995       | 1996         | položka katalogu                           |
| 79            | Duettina pro violoncello (violu) a kontrabas       | | Komorní hudba            | Skladby pro 2 nástroje                    | 1995       | 2015         | položka katalogu                           |
| 80            | Vábnička pro flétnu sólo                           | | Hudba pro sólový nástroj | Hudba pro flétnu                          | 1995       | 1996         | položka katalogu                           |
| 81            | Znělka                                             | Pro 3 trubky a zvony kostela v Kralupech nad Vltavou                                                                           | Ostatní                  | Skladby pro 4 nástroje                    | 1996       | 1996         | položka katalogu                           |
| 82            | Ludus per 4                                        | Klavírní kvartet | Komorní hudba            | Skladby pro 4 nástroje                    | 1996       | 1998         | položka katalogu                           |
| 83            | Tři monology pro violoncello sólo                  | | Hudba pro sólový nástroj | Hudba pro violoncello                     | 1996       | 1997         | položka katalogu                           |
| 84            | Sonáta pro violu a klavír                          | | Komorní hudba            | Skladby pro 2 nástroje                    | 1997       | 1998         | položka katalogu                           |
| 85            | Capriccio pro dvoje housle a klavír                | | Komorní hudba            | Skladby pro 2 nástroje                    | 1998       | 1999         | položka katalogu                           |
| 86            | Rondo drammatico pro violoncello sólo              | | Hudba pro sólový nástroj | Hudba pro violoncello                     | 1998       | 2000         | položka katalogu                           |
| 87            | Tři imprese pro dva klarinety                      | | Komorní hudba            | Skladby pro 2 nástroje                    | 1999       | 2000         | položka katalogu                           |
| 88            | Dvě tokáty pro klavír                              | | Hudba pro sólový nástroj | Hudba pro klavír                          | 2000       | 2001         | položka katalogu                           |
| 89            | Allegro impetuoso pro klavír                       | | Hudba pro sólový nástroj | Hudba pro klavír                          | 2000       | 2001         | položka katalogu                           |
| 90            | Invokace pro lesní roh                             | | Hudba pro sólový nástroj | Hudba pro lesní hoh                       | 2000       | 2001         | položka katalogu                           |
| 91            | Malá suita pro dva fagoty                          | | Komorní hudba            | Skladby pro 2 nástroje                    | 2001       | 2002         | položka katalogu                           |
| 92            | Couples pro dvě příčné flétny                      | | Komorní hudba            | Skladby pro 2 nástroje                    | 2003       | 2004         | položka katalogu                           |